# Sakurai
Sakurai (桜井市, Sakurai-shi) is een stad in de prefectuur Nara op het Japanse eiland Honshu. De stad heeft een oppervlakte van 98,92 km² en 62.097 inwoners (2007).

## Geschiedenis
Sakurai werd een stad (shi) op 1 september 1956.

## Bezienswaardigheden
In Sakurai staat de O-Miwa jinja (大神神社) die wordt beschouwd als een van de oudste shinto heiligdommen in Japan en is de thuisbasis van de god van de sake. Japanse sakeverkopers uit geheel Japan hebben vaak een in de O-Miwa jinja gemaakte cederhouten bal als talisman voor de god van de sake.
- Boeddhistische tempels
  - Miwasanbyodo-ji
  - Hasedera
  - Asukadera
  - Tachibanadera
  - Abemonnjuin
  - Seirin-ji

- Shinto jinja
  - O-Miwa jinja
  - Tanzan
  - Kasayamakou jinja
  - Tamatsura jinja

## Verkeer
Sakurai ligt aan de Sakurai-lijn van de West Japan Railway Company en aan de Ōsaka-lijn van Kintetsu.
Sakurai ligt aan de volgende autowegen :
- Autoweg 165
- Autoweg 166
- Autoweg 169 (richting Nara en Shingū)

## Stedenband
Sakurai heeft een stedenband met
- Chartres, Frankrijk, sinds 1989